# Ivar Ivask
Ivar Ivask (Riga, 1927. december 17. – Fountainstown, 1992. szeptember 23.) észt származású amerikai költő, irodalomkritikus és történész.

## Élete
Rigában született, az apja észt, az anyja lett származású. Észt anyanyelvén kívül már gyermekkorában megtanult lettül és németül. 1944-ben elmenekült a szovjet megszállás miatt először Nyugat-Németországba. 1946-tól 1949-ig Marburgban, 1949-től 1952-ig a Minnesotai Állami Egyetemen tanult német és spanyol irodalmat. 1950-ben írta a Gottfried Bennről szóló diplomamunkáját, 1953-ban pedig Hugo von Hofmannsthalról a doktori értekezését. Ezt követően az Oklahomai Egyetem összehasonlító irodalomtudományi professzora és a World Literature Today folyóirat főszerkesztője volt. 1952 és 1967 között a norvég alapítású St. Olaf College-ban (Northfield, Minnesota) tanított német irodalmat. A verseit észt, német és angol nyelven írta. 1991-től haláláig irodalomtudósként élt Írországban.
A modern észt irodalom ismert költője. A versei gyakran a természetben, az utazások során szerzett benyomásait ábrázolják. Több irodalmi díj nyertese. Verseiből Képes Géza fordított magyarra. Felesége Astrid Hartmanis, lett költőnő. Ivask többször járt Magyarországon, barátság fűzte több magyar íróhoz.
A Rõngu temetőben temették el, Dél-Észtországban.

## Művei
- Tähtede tähendus (1964) A csillagok jelentése
- Päev astub kukesammul (1964) A nap kakasléptekkel érkezik
- Gespiegelte Erde (1967) A tükrözött föld
- Ajaloo aiad: kolmas kogu luuletusi (1970) A történelem kertje: A harmadik versgyűjtemény
- Oktoober Oklahomas (1974) Október Oklahomában
- Verikivi (1976) Vérkő
- Elukogu (1978) A tanács (összegyűjtött versek)
- Verandaraamat (1981) A tornáckönyv (versek)
- Il libro della veranda (észt és olasz nyelven) (1985)
- Snow Lessons (1986) Hóleckék
- Tänusõnu (1987) Köszönetnyilvánítás
- Baltic elegies (1987) Balti elégiák
- Verandaraamat ja teisi luuletusi (1990) Tornáckönyv és egyéb versek (összegyűjtött versek)

### Szerkesztő, tanulmányíró
- Luminous Reality: The Poetry of Jorge Guillén (Fénylő valóság, Jorge Guillén költészete, 1969)
- The Gardinal Points of Borges (Borges sarkalatos pontjai, 1971)
- Gontemporary Literature in Europe and America (Kortársi irodalom Európában és Amerikában, 1972)
- The Poetry of Octavio Paz (Octavio Paz költészete, 1973)

## Fordítás
- Ez a szócikk részben vagy egészben  az   Ivar Ivask című német Wikipédia-szócikk ezen változatának fordításán alapul.  Az eredeti cikk szerkesztőit annak laptörténete sorolja fel. Ez a jelzés csupán a megfogalmazás eredetét és a szerzői jogokat jelzi, nem szolgál a cikkben szereplő információk forrásmegjelöléseként.